# Бедик
Бедик (рос. Бедык) — село в Ельбруському районі Кабардино-Балкарії Російської Федерації.
Орган місцевого самоврядування — сільське поселення Бедик. Населення становить 469 осіб.

## Історія
Згідно із законом від 27 лютого 2005 року органом місцевого самоврядування є сільське поселення Бедик.

## Населення
| 2002 | 2010 | 2012 | 2013 | 2014 | 2015 | 2016 |
| ---- | ---- | ---- | ---- | ---- | ---- | ---- |
| 455  | ↗469 | ↘466 | ↘464 | ↘462 | ↘457 | ↗461 |
| 2017 | 2018 | 2019 | 2020 |      |      |      |
| ↘457 | ↘454 | →454 | ↗462 |      |      |      |